# Kay Rothenpieler
Kay Rothenpieler (* 7. Februar 1971 in Hamm) ist ein ehemaliger deutscher Handballspieler und Handballtrainer, der zuletzt beim Zweitligisten ASV Hamm-Westfalen tätig war.

## Spielerkarriere
Kay Rothenpieler begann mit sieben Jahren mit dem Handballspiel. Nach mehreren Vereinswechseln kam er zum OSC Thier Dortmund, wo der Rechtsaußen viermal Deutscher Jugendmeister wurde. Im Jahr 1987 gab er sein Bundesliga-Debüt gegen den THW Kiel in der Dortmunder Westfalenhalle und wurde später mit 16 Jahren zum jüngsten Bundesliga-Torschützen der OSC-Geschichte. Anschließend wechselte er zum TV Niederwürzbach, mit dem er in das Finale des DHB-Pokals 1990/91 einzog. Umso bemerkenswerter, da Rothenpielers Karriere nach einem Brandunfall vor dem Ende stand. Mit dem HSV Düsseldorf erreichte er 1995 erneut das Pokalfinale. Daraufhin kehrte er zurück zum TVN, mit dem er 1998 sein drittes Pokalfinale verlor. Nachdem er nach der Saison 1997/98 eigentlich den Managerposten übernehmen sollte, wurde er auf Grund des Ausfalls des etatmäßigen Außen Stéphane Joulin reaktiviert. Am Ende der Saison 1998/99 beendete der von Verletzungen geplagte Rothenpieler endgültig seine aktive Karriere.
In der deutschen Nationalmannschaft bestritt Kay Rothenpieler elf Länderspiele, nahm aber nie an einem internationalen Turnier teil.

## Trainerkarriere
Seit 2001 war Rothenpieler Trainer bei ASV Hamm-Westfalen. Sein größter Erfolg war der Aufstieg in die Bundesliga in der Saison
2009/10. Anschließend kündigte er seinen Rücktritt an, um in der Firma seiner Frau zu arbeiten. Nach der Entlassung seines Nachfolgers Jens Pfänder im Oktober 2010 übernahm er das Traineramt erneut sowie zusätzlich den Managerposten. Zur Saison 2011/12 installierte er Maik Machulla als Spielertrainer, kehrte jedoch nach nur acht Spieltagen als Trainer zurück. Nach 14 Jahren als Trainer des ASV Hamm-Westfalen beendete er seine Karriere und übernahm die Funktion des Vereinsmanagers. Ab der Saison 2017/18 bis zum März 2020 war er beim ASV Hamm-Westfalen wieder als Trainer sowie als Sportlicher Leiter tätig. Seit der Saison 2022/23 ist er Manager beim spanischen Drittligisten Handbol Marratxí.